# 17959 Camierickson
17959 Camierickson là một tiểu hành tinh vành đai chính với cận điểm quỹ đạo là 2.8584931 AU. Nó có độ lệch tâm là 0.1214088 và chu kỳ quỹ đạo là 1654.7725295 ngày (4.53 năm).
Cailletet có vận tốc quỹ đạo trung bình là 17.99742607 km/s và a tilt of 3.83882°.
Nó được phát hiện ngày 10 tháng 5 năm 1999 bởi LINEAR.
Nó được đặt theo tên Camille Sara Myerchin Erickson who won fourth place in the 2003 Giải thưởng Khoa học và Kỹ thuật Intel.